# Kúprúdosztó tábla
A kúprúdosztó tábla vagy citdivid a patikai gyógyszerkészítésben használt eszköz. 
A Magyarországon forgalmazott táblák víztiszta vagy fekete üvegből készülnek, rajtuk egy fehér sugaras trapézhálóval. A kúprúdosztó táblát a kézi végbélkúp- és pilulakészítés során használják: a meggyúrt gyógyszermasszát hengeressé formálják, majd a táblán a hosszának és a gyártani kívánt kúpok/pilulák számának megfelelő szakaszra helyezik a hengert, végül az egyenes beosztásai mentén a hengert szétvágják és kézzel kialakítják a kúp/pilula kész lekerekített formáját. Az egyenközű beosztás biztosítja, hogy ugyanakkora hengerecskék, így egyenlő hatóanyag-tartalmú gyógyszerek készüljenek.
A kúprúdosztó tábla Magyarországon a gyógyszertárak kötelező tartozéka.